# Michael Collins (filme)
Michael Collins (bra: Michael Collins - O Preço da Liberdade; prt: Michael Collins) é um filme britano-irlando-estadunidense de 1996, do gênero drama histórico-biográfico, escrito e dirigido por Neil Jordan, baseado na vida do revolucionário irlandês Michael Collins.

## Sinopse
Preso em 1916 por participar de protestos contra o governo inglês, Michael Collins vê na guerrilha a chance de libertar a Irlanda do Norte do jugo da coroa, que remonta a sete séculos. Nesse contexto nasce o IRA, que obtém em 1921 o primeiro acordo de paz com a coroa, dando origem à República da Irlanda do Norte. O conflito com os ingleses, no entanto, está longe do fim.

## Elenco
- Liam Neeson .... Michael Collins
- Ian Hart .... Joe O'Reilly
- Aidan Quinn .... Harry Boland
- Julia Roberts .... Kitty Kiernan
- John Kenny .... Patrick Pearce
- Roman McCairbe .... Thomas McDonagh
- Jer O'Leary .... Thomas Clarke
- Michael Dwyer .... James Connolly
- Martin Murphy .... cap. Lee-Wilson
- Alan Rickman .... Éamon de Valera
- Sean McGinley .... Smith
- Gary Whelan .... Hoey
- Frank O'Sullivan .... Kavanagh
- Stephen Rea .... Ned Broy
- Frank Laverty .... Sean McKeoin
- Owen O'Neill .... Rory O'Connor
- Richard Ingram .... oficial britânico
- Jonathan Rhys Meyers .... jovem assassino

## Prêmios e indicações
| Prêmio                  | Categoria                   | Recipiente                  | Resultado |
| ----------------------- | --------------------------- | --------------------------- | --------- |
| BAFTA 1997              | Melhor ator coadjuvante     | Alan Rickman                | Indicado  |
| BAFTA 1997              | Melhor cinematografia       | Chris Menges                | Indicado  |
| Globo de Ouro 1997      | Melhor ator - drama         | Liam Neeson                 | Indicado  |
| Globo de Ouro 1997      | Melhor trilha sonora        | Elliot Goldenthal           | Indicado  |
| Oscar 1997              | Melhor fotografia           | Chris Menges                | Indicado  |
| Oscar 1997              | Melhor trilha sonora        | Elliot Goldenthal           | Indicado  |
| Festival de Veneza 1997 | Leão de Ouro (melhor filme) | Leão de Ouro (melhor filme) | Venceu    |
| Festival de Veneza 1997 | Melhor ator                 | Liam Neeson                 | Venceu    |